# Ray Parker Jr.
Ray Erskine Parker Junior (Detroit, 1º maggio 1954) è un chitarrista, cantante, compositore, produttore discografico e attore statunitense.
Laureatosi alla Lawrence Technological University, è conosciuto ai più per il tema principale del film Ghostbusters (Acchiappafantasmi) (1984).

## Carriera

### Gli esordi
Ray Parker Jr. comincia il suo viaggio nel mondo della musica quando, ancora bambino, inizia a prendere lezioni di clarinetto e di sassofono. L'idea di passare alla chitarra, strumento che lo renderà famoso di lì a poco, nasce in occasione di una performance dei The Lovin' Spoonful, ospiti del varietà televisivo Ed Sullivan Show, a cui ha l'occasione di assistere. Le immagini mostrano John Sebastian, il chitarrista del gruppo, suonare una Fender Stratocaster bianca.
Divenuto famoso nei circoli musicali di Detroit, all'età di tredici anni riceve la visita del batterista Hamilton Bohannon, che gli propone di prender parte alla band del Twenty Grand Club, luogo di ritrovo per i musicisti afroamericani dell'epoca e per i loro seguaci. Lì conoscerà alcuni volti storici della black music, come i Funk Brothers e il bassista James Jamerson, all'epoca non ancora famoso.
Successivamente, un fatto storico porterà il giovane Parker a compiere un'importante decisione: il famoso trio di compositori Holland-Dozier-Holland lascia la Motown per mettersi in proprio con la neonata Invictus Label. La stessa Motown costringe i propri musicisti a non frequentare le sale di registrazione della Invictus, lasciando una porta aperta ai giovani talenti che stavano nascendo durante la fine degli anni '60.
L'astro del Ray Parker Jr. session guitarist viene consacrato sia dalle svariate collaborazioni con la Invictus che da alcuni autori di gran fama, quali Boz Scaggs (con il quale arriverà anche il primo disco d'oro, Down Two Then Left), Barry White, per il quale diverrà prima sideman nella Love Unlimited Orchestra e successivamente compositore a tutti gli effetti (Always Thinking Of You e You See the Trouble With Me), Herbie Hancock, dal quale trarrà il sound tipico delle sue composizioni future, e Stevie Wonder, nel quale troverà non solo un grande collaboratore, ma anche un vero e proprio "padrino". Con Wonder arriva anche il primo tour nazionale della durata approssimativa di un anno, nel quale avviene una breve, ma intensa, collaborazione sul palco con i Rolling Stones, all'epoca in giro per gli States.

### I Raydio
Nel 1976, Parker subisce un grave misfatto artistico: assieme a Vini Poncia e Leo Sayer, collabora alla stesura del brano You Make Me Feel Like Dancing, interpretato dallo stesso Sayer e divenuto successivamente un grande successo internazionale, ma non viene accreditato fra gli autori. Il presidente della Arista Records Clive Davis, venuto a conoscenza della faccenda e, allo stesso tempo, interessato ad un altro brano scritto da Parker e intitolato Jack and Jill, decide di aggiungere alla sua scuderia di artisti il giovane chitarrista, permettendogli così di formare i Raydio, primo gruppo afroamericano dell'etichetta: la prima formazione è composta da Ray Parker Jr., Arnell Carmichael, che diventerà da qui in poi suo assiduo collaboratore, Jerry Knight e Vincent Bonham.
Nel 1977 Jack and Jill vince un Disco d'oro posizionandosi al 5º posto della classifica R&B statunitense, mentre l'album Raydio (1978) raggiunge la 27ª posizione della classifica generale, permettendo alla band di prenotarsi per un nuovo lavoro, l'anno successivo. L'album Rock On (1979, numero 45 US) vede un cambiamento decisivo, nel gruppo: Knight e Bonham declinano l'offerta di registrare il secondo disco, e al loro posto subentrano tre giovani talentuosi: Darren Carmichael, Charles Fearing e Larry Tolbert. Arriva così un altro singolo di successo, You Can't Change That (#3 US R&B), che verrà riproposto dal gruppo durante uno dei concerti di protesta organizzati dalla Musicians United for Safe Energy. La registrazione della performance è disponibile nel triplo album dedicato alla manifestazione, No Nukes (Asylum Records). Nello stesso anno è accreditato come chitarrista per le registrazioni degli album Io tu noi tutti e Images di Lucio Battisti, incisi ad Hollywood.
Nel 1980, sotto il nome di Ray Parker Jr. And Raydio, il gruppo pubblica Two Places at the Same Time (#33 US), album che si avvale dell'aiuto di Herbie Hancock, guest star e coautore per il brano Tonight's the Night. Il singolo omonimo si posizionerà al 6º posto della classifica R&B, e bisognerà aspettare solo l'anno successivo per il primo e vero colpo grosso, ossia A Woman Needs Love (#13 US), album che vede la dipartita di D. Charmichael e Fearing. Il brano omonimo diventa un successo internazionale, ed è il primo singolo dei Raydio a raggiungere il 1º posto della classifica R&B statunitense.
Nel brano "A Woman Needs Love" è presente una citazione che rimanda al precedente successo dei "Raydio" ovvero "Jack and Jill".
Nello stesso anno, dopo quattro album di successo, il gruppo decide di sciogliersi definitivamente.

### La carriera solista
Nel 1982, Ray Parker Jr. affronta la carriera da solista con The Other Woman (#11 US), album che conferma le capacità del chitarrista e che lo allontana dai criteri e dalle convenzioni musicali che impazzavano all'inizio del decennio. I due singoli di maggior successo estratti dal suddetto disco, ossia The Other Woman (#2 US R&B) e Let Me Go (#4 US R&B), convincono autore ed etichetta a produrre, nello stesso anno, il primo Greatest Hits. Quest'ultimo include sia i primi successi del Parker solista che le hit registrate con i Raydio, contornando il tutto con due brani inediti, dei quali il più noto è Bad Boy (#6 US R&B).
Nella prima metà degli anni '80, anche la black music risente dell'avvento della musica elettronica, cominciando ad utilizzare con più costanza gli strumenti appartenenti alla famiglia degli elettrofoni. Con l'album Woman Out of Control (1983, numero 45 US), Parker conferma quest'avvento storico: basti pensare ad Electronic Lover o, meglio ancora, ad Invasion, brano dalla durata approssimativa di sette minuti in cui ogni strumento inserito viene surclassato dai vari sintetizzatori. Il singolo di maggior successo estratto dal disco è I Still Can't Get Over Loving You, giunto al 12º posto della classifica R&B statunitense.

### Ghostbusters
Nel 1984, il regista Ivan Reitman è in cerca di un musicista disposto a scrivere, in un lasso di tempo di pochi giorni, il brano principale per il suo ultimo lavoro, intitolato Ghostbusters. Ray Parker Jr. viene invitato dai produttori ad assistere ad una proiezione del film ancora incompleto, ma un'idea vera e propria non giunge fino a tarda notte, quando il suddetto si imbatte in uno spot passato da una rete televisiva locale: ciò gli fa tornare alla mente una breve sequenza del film, in cui i tre protagonisti pubblicizzano la propria attività dal piccolo schermo. Partendo da questo presupposto, Parker scrive una sorta di jingle pubblicitario in cui è l'ironia a regnare, convincendo appieno regista e produttori, che decidono di utilizzare il brano seppur non sia stato ancora missato a dovere. Il singolo è subito un successo mondiale, e l'11 agosto del 1984 raggiunge la 1ª posizione della Billboard Hot 100 statunitense, ove rimarrà stabile per tre settimane. Lo stesso Ivan Reitman si propone per girarne un videoclip, che vede come protagonisti, oltre allo stesso Parker, una lunga lista di attori, fra i quali gli stessi protagonisti del film, ossia Bill Murray, Dan Aykroyd, Harold Ramis ed Ernie Hudson. Il brano si aggiudica anche una nomination agli Academy Awards per l'Oscar per la migliore canzone, premio vinto infine da Stevie Wonder per I Just Called to Say I Love You, tema del film La signora in rosso.
Successivamente, Parker riceve una denuncia per plagio a causa della simile struttura musicale che accomuna Ghostbusters al brano degli Huey Lewis and the News intitolato I Want a New Drug, entrato anch'esso nelle classifiche statunitensi nel 1984. Nel 1985 le due parti raggiungono un accordo, con Parker che paga a Huey Lewis una somma della quale non si hanno notizie fino al 2001, quando lo stesso Lewis rilascia alcune dichiarazioni strettamente personali durante una puntata del programma di VH1 Behind the Music. A sua volta, Parker cita Lewis per violazione di riservatezza sull'accordo. Gli sviluppi della causa non sono stati resi pubblici.

### L'ultimo album per la Arista e il momentaneo ritiro
Visto il clamoroso successo discografico di Ghostbusters, la Arista decide di dedicare un'antologia a Ray Parker Jr., intitolandola Chartbusters. Il disco, oltre ad includere alcuni dei suoi maggiori successi, presenta anche quattro brani inediti, fra cui Jamie (6# US R&B), una versione estesa di Ghostbusters e Christmas Time Is Here. Sempre nel 1984, Ray Parker Jr. produce un brano per i giovanissimi New Edition capitanati da Bobby Brown: si tratta di Mr. Telephone Man, a detta dello stesso Parker concepito in età adolescenziale ma mai registrato, sino ad ora.
Nel 1985 viene pubblicato Sex and the Single Man (#65 US AC), album di scarso successo che risente moltissimo dell'influenza portata da artisti afroamericani di successo come Prince, e il singolo più importante ricavato dal suddetto è Girls Are More Fun, giunto al 21º posto della classifica R&B statunitense. Dopo sette anni di stretta collaborazione, Parker decide di lasciare la Arista per la Geffen Records.
Nel 1986 Parker partecipa alla colonna sonora del film di Thomas Michael Donnelly intitolato Quicksilver, incidendo assieme alla corista dei Culture Club Helen Terry il brano One Sunny Day/Dueling Bikes from Quicksilver. Il singolo è un tremendo flop, e riesce a raggiungere solo il 96º posto della Hot 100 statunitense. Nello stesso anno, viene chiamato a collaborare ad un'altra colonna sonora, ossia quella della serie animata The Real Ghostbusters, eseguita dal gruppo vocale delle Tahiti: in questo caso impegna i suoi studi per le varie sessioni e registra un assolo di chitarra per il brano Hometown Hero.
L'anno successivo, Ray Parker Jr. produce il suo primo ed ultimo disco assieme alla compagnia di David Geffen, ovvero After Dark (#86 US). Parker, in questo caso, si propone ai prossimi anni '90 con un sound incline più all'Adult Contemporary in voga in quel periodo, che all'R&B al quale aveva abituato il pubblico. Ad ogni modo, l'album si dimostra un insuccesso, mentre il singolo di punta I Don't Think That Man Should Sleep Alone diventa una discreta hit sia negli States (#5 US R&B) che in Gran Bretagna (#13 UK SC). L'album, tra l'altro, si avvale della collaborazione di due compositori storici come Burt Bacharach e Carole Bayer Sager, e della cantante Soul Natalie Cole, con la quale registra un duetto intitolato Over You.
Nello stesso periodo, viene scelto come co-protagonista del thriller Enemy Territory (distribuito in Italia col titolo di Manhattan Warriors), diretto da Peter Manoogian.
Dopo quattro anni di silenzio, Ray Parker Jr. firma un contratto con la MCA, e pubblica un prodotto passato del tutto inosservato. I Love You Like You Are (1991) è un album che, come tanti altri del periodo, scinde due sonorità tipiche della black music degli anni '90, ossia l'R&B e il Rap, e si avvale della collaborazione di due esponenti di quest'ultimo genere, Father MC e MC Mello. Ad ogni modo, il singolo di punta She Needs to Get Some non riesce neanche ad entrare in classifica.
Dopo quest'ultimo lavoro, Ray Parker Jr., a causa di alcune motivazioni di natura familiare, decide di lasciare per un lungo periodo le luci dello spettacolo.

### Il successo in Giappone e gliState of the Rhythm

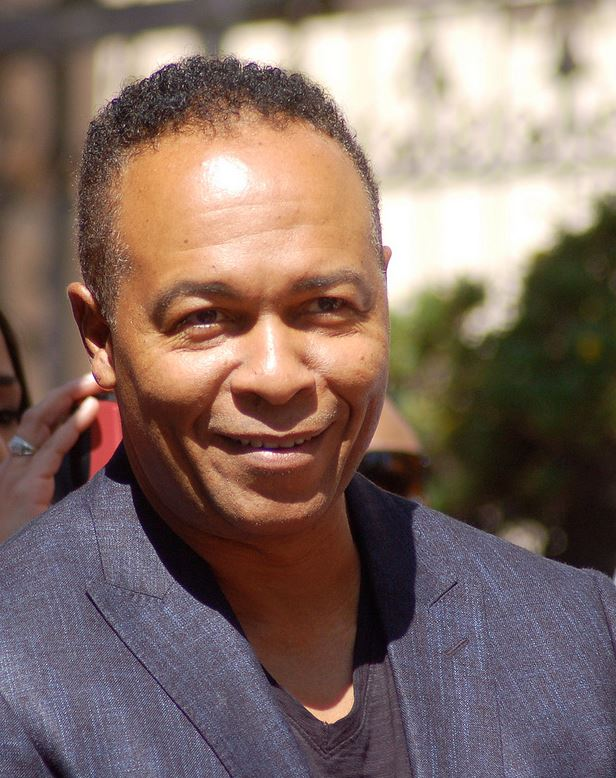
Ray Parker Jr. nel 2013

È risaputo che in Giappone risiede un elevato numero di ammiratori di Ray Parker Jr. e del genere di cui è esponente. Difatti, nel 1992, la BMG Victor, filiale nipponica della Bertelsmann Music Group, decide di ristampare tutti i suoi album su Compact disc, inclusi quelli incisi con i Raydio e il Greatest Hits del 1982. Il successo delle vendite è strepitoso, ma a causa del numero limitato di copie messe sul mercato, le suddette edizioni sono considerate, quest'oggi, di una rarità estrema.
Ad ogni modo, è proprio dal Giappone che la carriera di Ray Parker Jr. comincia a riprendere quota.
Nel 2002, il produttore Bingo Miki dà al chitarrista la possibilità di formare una tour band avvalendosi di alcuni dei migliori musicisti giapponesi del periodo: il tastierista Mickie Yoshino, il batterista Shuichi "PONTA" Murakami, il percussionista Nobu Saito e il sassofonista Masato Honda. Accompagnato dall'amico Paul Jackson, bassista di una delle formazioni storiche di Herbie Hancock, Parker fonda gli State of the Rhyhtm, gruppo intento a ripercorrere alcune delle tappe più importanti del genere Jazz/Funk in voga negli anni '70, naturalmente con quel pizzico di caribbean sound a lui tanto caro, come dimostrerà anche nel successivo album I'm Free!.
Durante il concerto sito nel Club Città di Kawasaki, ossia la seconda delle cinque tappe previste, la Tai Studio registra l'intero show per conto dell'etichetta Nippon Crown Music, che successivamente ne trarrà un Compact Disc distribuito soltanto in Giappone e intitolato Ray Parker Jr. with State of the Rhythm. Seppur la maggior parte dei brani presentati siano cover tratte dal repertorio del suddetto Hancock (Chameleon, Just Around the Corner e Watermalon Man), il disco include anche due brani composti tempo addietro dallo stesso Parker (It's Time to Party Now e After Midnight) e un classico dal repertorio Blues statunitense (Call It Stormy Monday di T-Bone Walker).

### Gli ultimi lavori
Da molti anni, Ray Parker Jr. è in continuo movimento, fra tour mondiali (spesso come chitarrista dei The Crusaders) e partecipazioni televisive.
Fra I Love You Like You Are e l'ultimo disco registrato in studio c'è un lasso di tempo di ben quindici anni. I'm Free!, oltre ad essere l'album che segna il ritorno definitivo di Parker, è il primo ad essere distribuito dalla sua etichetta indipendente, la Raydio Music. Il brano di punta, Mismaloya Beach, è stato trasmesso più volte dalle stazioni radiofoniche statunitensi. Inoltre, il disco include una reinterpretazione di The Guitar Man, vecchio successo dei Bread risalente al 1972.
Nel 2009, Parker presta le sue doti canore e recitative per uno spot pubblicitario del servizio telefonico britannico 118 118, riproponendo una versione apposita della propria hit Ghostbusters. Sempre nello stesso anno, la Bertelsmann Music Group giapponese ristampa, per la seconda volta, tutti gli album pubblicati, a suo tempo, dalla Arista Records.

## Discografia

### Album registrati in studio con i Raydio
- 1978 – Raydio - Raydio (Arista Records)
- 1979 – Rock On - Raydio (Arista Records)
- 1980 – Two Places at the Same Time - Ray Parker Jr. And Raydio (Arista Records)
- 1981 – A Woman Needs Love - Ray Parker Jr. And Raydio (Arista Records)

### Album registrati in studio da solista
- 1982 – The Other Woman (Arista Records)
- 1983 – Woman Out of Control (Arista Records)
- 1985 – Sex and the Single Man (Arista Records)
- 1987 – After Dark (Geffen Records)
- 1991 – I Love You Like You Are (MCA Records)
- 2006 – I'm Free! (Raydio Music)

### Album registrati dal vivo
- 2002 – Ray Parker Jr. with State of the Rhythm - Ray Parker Jr. with State of the Rhythm (Nippon Crown)

### Raccolte
- 1982 – Greatest Hits (Arista Records)
- 1984 – Chartbusters (Arista Records)
- 1988 – Love Affair (Arista Records)
- 1989 – The Best of Ray Parker Jr. & Raydio (Arista Records)
- 1993 – Greatest Hits (Arista Records)
- 1999 – The Best of Ray Parker Jr. (Arista Records)
- 1999 – Ghostbusters: The Encore Collection (BMG)
- 2000 – The Heritage Collection (Arista Records)
- 2004 – Featuring Ghostbusters (BMG)
- 2004 – The Best of Ray Parker Jr. (BMG/Arista Records)

### Colonne sonore musicali
- 1978 – Attimo per attimo - Artisti vari (RSO Records)
- 1984 – Ghostbusters (Acchiappafantasmi) - Artisti vari (Arista Records)
- 1986 – Quicksilver - Soldi senza fatica - Artisti vari (Atlantic Records)